# Schumacheria
Schumacheria är ett släkte av tvåhjärtbladiga växter. Schumacheria ingår i familjen Dilleniaceae.
Kladogram enligt Catalogue of Life:
| Schumacheria | \| \| Schumacheria alnifolia \| \| \| \| \| \| Schumacheria angustifolia \| \| \| \| \| \| Schumacheria castaneifolia \| \| \| \| |
|              | \| \| Schumacheria alnifolia \| \| \| \| \| \| Schumacheria angustifolia \| \| \| \| \| \| Schumacheria castaneifolia \| \| \| \| |
|              | Acrotrema |
|              | |
|              | Curatella |
|              | |
|              | Davilla |
|              | |
|              | Didesmandra |
|              | |
|              | Dillenia |
|              | |
|              | Doliocarpus |
|              | |
|              | Hibbertia |
|              | |
|              | Neodillenia |
|              | |
|              | Pinzona |
|              | |
|              | Tetracera |
|              | |
|              | Schumacheria alnifolia |
|              | |
|              | Schumacheria angustifolia |
|              | |
|              | Schumacheria castaneifolia |
|              | |

|  | Schumacheria alnifolia     |
|  |                            |
|  | Schumacheria angustifolia  |
|  |                            |
|  | Schumacheria castaneifolia |
|  |                            |